# Alan Wills
Alan ("Al") Wills (Frizington, 3 augustus 1981) is een Brits boogschutter.
Hij begon met boogschieten toen hij veertien jaar was, hij schiet met een recurveboog. Twee jaar later werd hij lid van het Brits nationaal team. Hij was timmerman, maar zegde in 2007 zijn baan op om zich volledig aan het boogschieten te wijden.
Bij de World Cupwedstrijden won hij met teamgenoten Larry Godfrey en Simon Terry in 2006 een bronzen en een zilveren medaille en in 2007 een bronzen en een gouden medaille. Op het WK outdoor in 2007 versloeg hij in de individuele rondes zijn landgenoot Terry en behaalde de derde plaats.
Zijn hoogste notering (derde) op de FITA-wereldranglijst behaalde hij in maart 2008. Hij doet mee aan de Olympische Spelen in Peking (2008). In de eerste ronde versloeg hij Mauro Nespoli en in de tweede ronde de olympisch kampioen van 2004, Marco Galiazzo.

## Resultaten
2006
 World Cup, stage 2 (team)
 World Cup, stage 3 (team)
2007
 WK outdoor (team)
 WK outdoor (individueel)
 World Cup, stage 2 (team)
 World Cup, stage 4 (team)